# Alchemilla frigida
Alchemilla frigida é uma espécie de rosácea do gênero Alchemilla, pertencente à família Rosaceae.